# كوديم لوزوني
كوديم لوزوني (الاسم العلمي:Codiaeum luzonicum) هو نوع من النباتات يتبع جنس الكوديم من الفصيلة الفربيونية. سمي هذا النوع نسبةً إلى جزيرة لوزون في الفلبين. تم وصف هذا النوع من النبات علمياً لأول مرة من قبل إلمر درو ميريل سنة 1906.